# NGC 3095
NGC 3095 est une vaste galaxie spirale barrée. située dans la constellation de la Machine pneumatique. NGC 3095 a été découverte par l'astronome britannique John Herschel en 1836.

## Caractéristiques
La classe de luminosité de NGC 3095 est III et elle présente une large raie HI. De plus, NGC 3095 présente des raies H-Alpha dans son spectre d'émission.

### Distance
Sa vitesse par rapport au fond diffus cosmologique est de 3 045 ± 23 km/s, ce qui correspond à une distance de Hubble de 44,9 ± 3,2 Mpc (∼146 millions d'al).
À ce jour, une douzaine de mesures non basées sur le décalage vers le rouge (redshift) donnent une distance de 32,117 ± 4,627 Mpc (∼105 millions d'al), ce qui est à l'extérieur des valeurs de la distance de Hubble. Notons que c'est avec la valeur moyenne des mesures indépendantes, lorsqu'elles existent, que la base de données NASA/IPAC calcule le diamètre d'une galaxie et qu'en conséquence le diamètre de NGC 3095 pourrait être d'environ 78,4 kpc (∼256 000 al) si on utilisait la distance de Hubble pour le calculer.

### Luminosité dans l'infrarouge

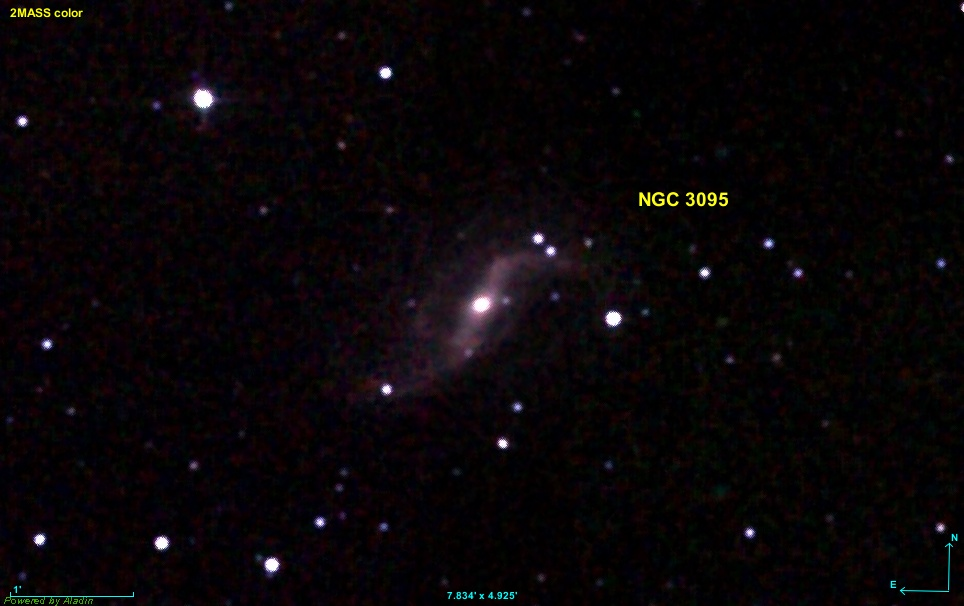
NGC 3095 en infrarouge. (2MASS)

La luminosité de la galaxie NGC 3095 dans l'infrarouge lointain (de 40 à 400 µm)  est égale à 1,32 × 1010 {\displaystyle L_{\odot }} (1010,12{\displaystyle L_{\odot }}) et sa luminosité totale dans l'infrarouge (de 8 à 1 000 µm) est de 3,72 × 1010 {\displaystyle L_{\odot }} (1010,57{\displaystyle L_{\odot }}).

## Supernova
Deux supernovas ont été découvertes dans NGC 3095 : SN 2004ej et SN 2008bp.

### SN 2004ej
Cette supernova a été découverte le 10 septembre 2004 par l'astronome amateur sud africain Berto Monard. Cette supernova était de type II. 

### SN 2008bp
Cette supernova a été découverte le 2 avril 2008 par G. Pignata, J. Maza et al. de l'université du Chili et par D. Reichart, K.
Ivarsen et al. de l'université de Caroline du Nord dans le cadre du programme de recherche de supernovas CHASE (CHilean Automatic Supernova sEarch). Cette supernova était de type II.

## Groupe de NGC 3095
NGC 3095 est la plus grosse et la plus brillante galaxie d'un groupe de galaxies qui porte son nom. Le groupe de NGC 3095 compte au moins 2 autres galaxies : NGC 3108 et IC 2539.